# Château de Trélon
Le château de Trélon est un château situé à Trélon, dans le Nord, en France. Il appartient à la maison de Merode. Le château a été inscrit à l'inventaire des monuments historiques en 1986.

## Historique
L'histoire du village de Trélon est liée à l'histoire tourmentée de son château. Trélon appartient au XIe siècle à la famille d'Avesnes. Le château fut construit par Nicolas d'Avesnes. Des dates se succèdent, long inventaire de sièges, de destructions, de reconstructions, tour à tour français, bourguignon, espagnol, le château et les environs sont malmenés. Les habitants qui survivent aux destructions, aux pillages doivent faire face aux famines et à la peste.
- 1478 : assiégé par Jean de Luxembourg.
- 1543 : assiégé par François Ier.
- 1552 : Henri II reprend le château tombé entretemps aux mains de brigands.
- 1637 : assiégé par Turenne.
- 1651 : assiégé par le général Rose.

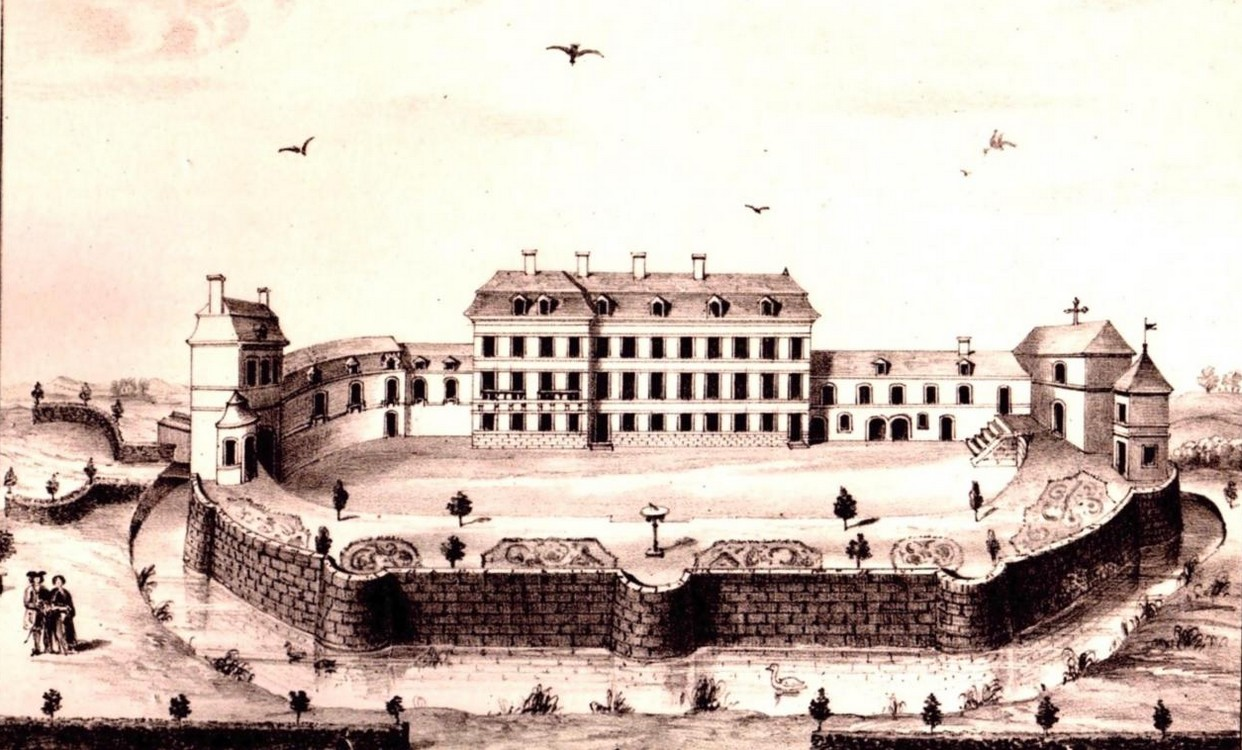
Le château au XVIIIe siècle.
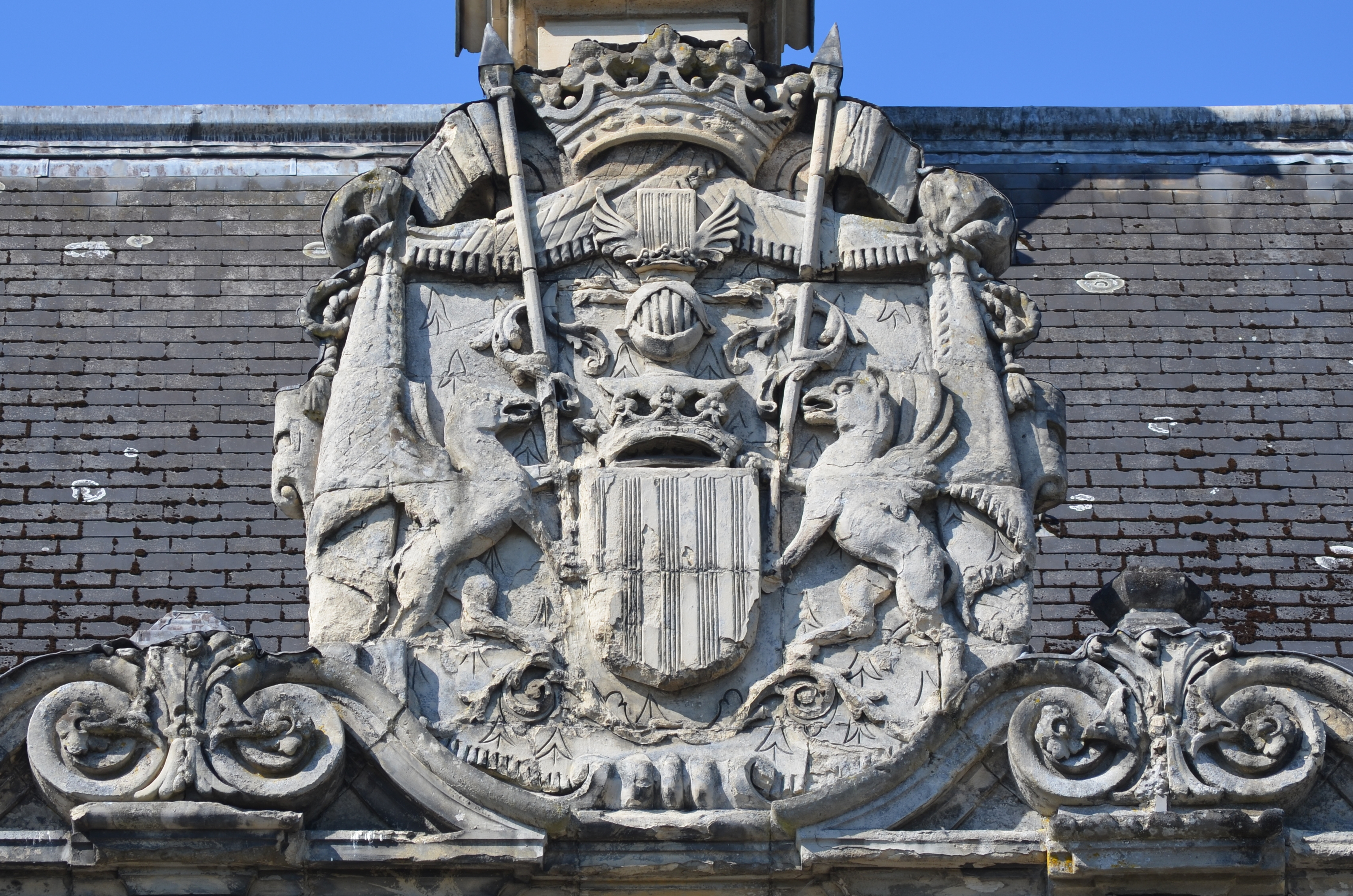
Armoiries de la maison princière de Merode.
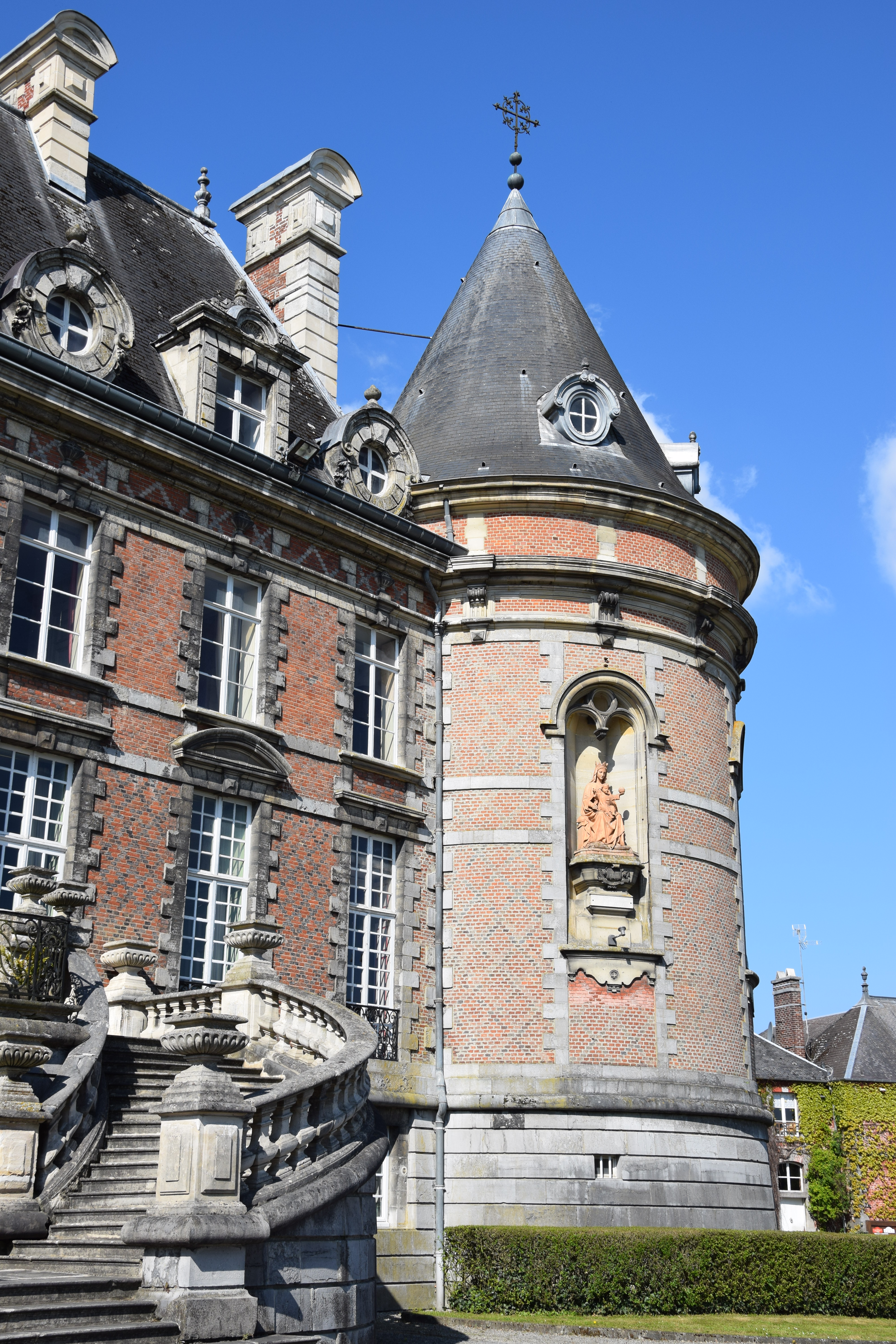
Chapelle, partie la plus récente du bâtiment.
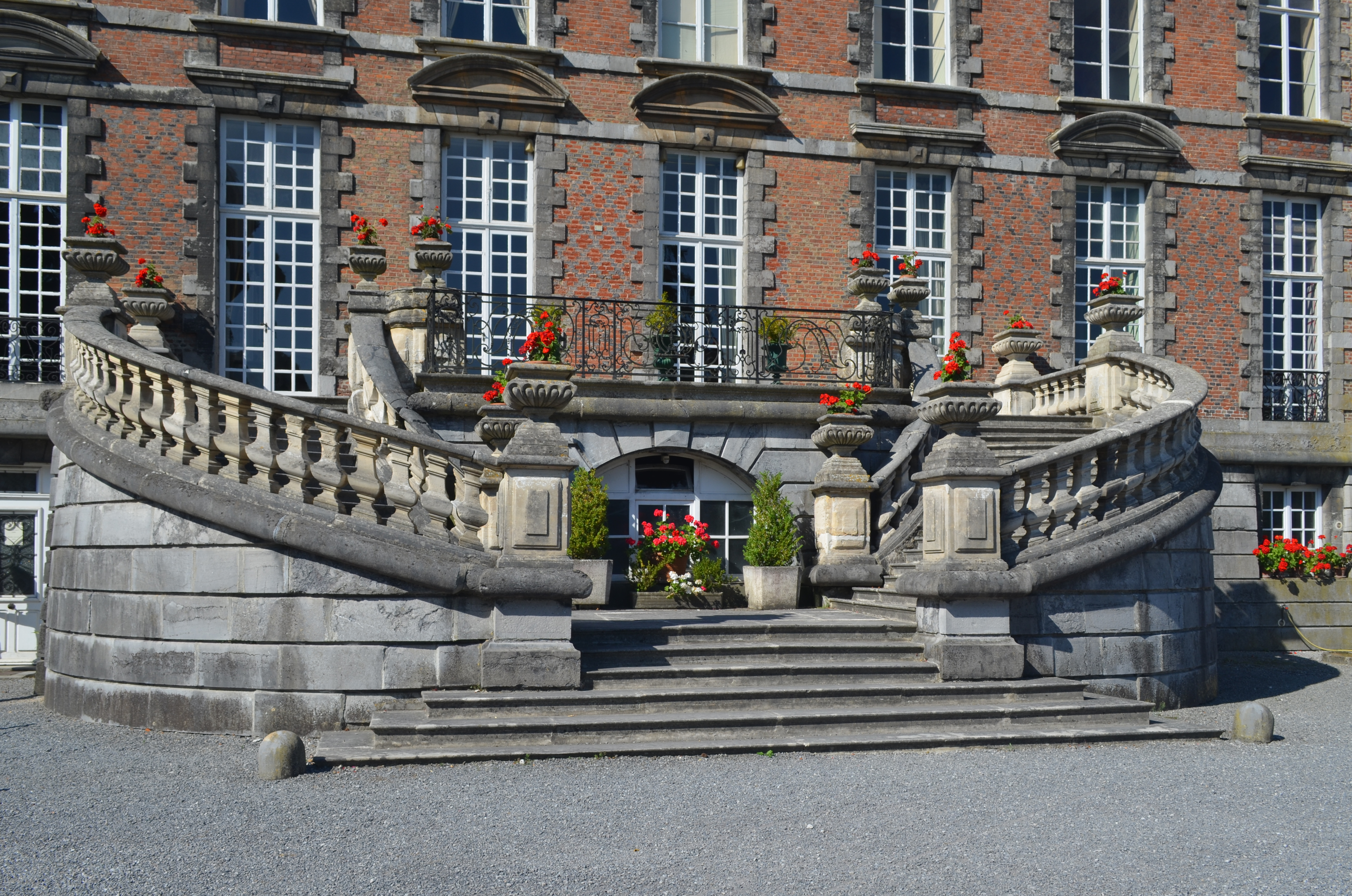
Escalier d'honneur.
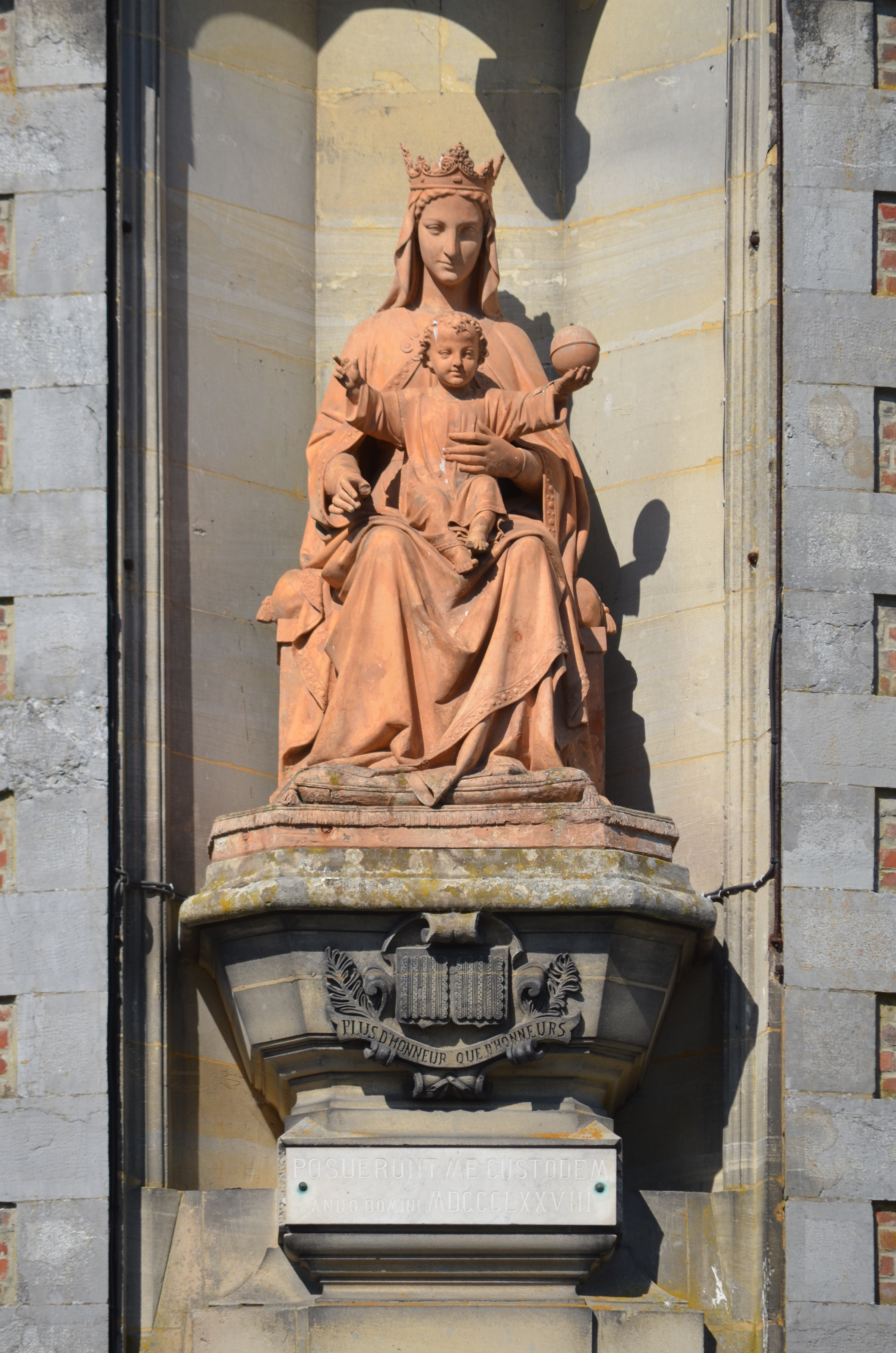
Statue en terre cuite de la Vierge installée en 1878 par Werner de Merode.